# فابيان كويلو
فابيان كويلو (بالإسبانية: Walter Fabián Coelho)‏ هو لاعب كرة قدم أوروغواياني، ولد في 20 يناير 1977 في أرتيغاس في الأوروغواي. شارك مع منتخب الأوروغواي تحت 20 سنة لكرة القدم ومنتخب الأوروغواي لكرة القدم. أما مع النوادي، فقد لعب مع التانك سيلي وميرامار ميشنس ونادي إلتشي وناسيونال مونتيفيديو.

## وصلات خارجية
- فابيان كويلو على موقع الاتحاد الدولي (مؤرشف)  (الإنجليزية)
- فابيان كويلو على موقع قاعدة بيانات كرة القدم.إي يو (الإنجليزية)
- فابيان كويلو على موقع ناشيونال فوتبول تيمز (الإنجليزية)